# Balasagun
Balasagun (Turco: Balagasun -Balassagun, Balasaghun, Karabalsagun; en chino, 八剌沙衮; pinyin, bālàshāgǔn: 八剌沙衮; pinyin: bālàshāgǔn, persa: بلاساغون) era una antigua ciudad sogdiana situada en el actual Kirguistán, localizada en el valle Chuy, entre Biskek y el lago Issyk-Kul.
Balasagun estuvo fundada por sogdianos, un pueblo de origen iraní. La lengua sogdiana siguió en el uso en esta ciudad hasta el siglo XI.
Fundada por el Kanato Qarajánida en el siglo IX, Balasagun pronto sustituyó a la ciudad de Suyab como el centro político y económico principal del valle Chuy. Fue la capital del Kanato Qarajánida desde el siglo X hasta que fue tomada por el Kanato Kara-Kitán en el duodécimo siglo. En el año 1218 la ciudad fue capturada por los mongoles gengiskánidas. Los mongoles la llamaron Gobalik ("ciudad bonita"). No confundir con la ciudad de Karabalghasun en Mongolia, capital del Kanato Uigur. La prosperidad de la ciudad declina después de la conquista mongola
Se cree que el poeta Yusuf Ha Hajib, conocido por escribir el Kutadgu Bilig, nació en Balasagun en el siglo XI. La ciudad también tuvo una considerable población cristiana Nestoriana; un cementerio nestoriano seguía en uso aún en el siglo XIV. A partir del siglo XIV, Balasagun se convierte en un pueblo con abundancia de ruinas históricas, situado a 12 km al sureste de Tokmok.
La zona de Burana, localizada en la parte exterior de Tokmok y a 6 km del actual pueblo de Balasagun, se corresponde con la parte oeste de la ciudad antigua. Incluye la torre Burana y un campo de petroglifos en piedra, el bal-bals. La torre Burana es un minarete construido en el siglo XI en las ruinas de la ciudad antigua de Balasagun. Actualmente tiene 24 m (79 ft) de altura, aunque en su construcción poseía 46 m (138 ft) de altura. A través de los siglos, varios terremotos causaron mucho daño a la estructura; el edificio actual es una renovación importante llevada a cabo en los años 1970s.